# Tenuidactylus turcmenicus
Espèce
Synonymes
- Gymnodactylus turcmenicus Szczerbak, 1978
- Cyrtopodion turcmenicum (Szczerbak, 1978)

Tenuidactylus turcmenicus est une espèce de geckos de la famille des Gekkonidae.

## Répartition
Cette espèce se rencontre dans le sud du Turkménistan, dans le nord de l'Iran et dans le Nord de l'Afghanistan. 

## Publication originale
- Szczerbak, 1978 : Gymnodactylus turcmenicus sp. n. (Reptilia, Sauria) - a new species of gecko from southern Turkmenia. Vestnik Zoologii, vol. 1978, no 3, p. 39-44.